# Granulopoéza
Granulopoéza (nebo granulocytopoéza) je částí krvetvorby, která vede k produkci granulocytů. Granulocyt, také označovaný jako polymorfonukleární leukocyt (PMN), je typ bílých krvinek, který má jádro tvořené několika, obvykle třemi laloky, a granula nacházející se v cytoplazmě. Granulopoéza probíhá v kostní dřeni a vede k produkci tří typů zralých granulocytů: neutrofilů (nejpočetnější populace, tvořících až 60 % všech bílých krvinek), eosinofilů (až 4 %) a bazofilů (až 1 %).